# Округ Грин (Вирџинија)
Округ Грин (енгл. Greene County) је округ у америчкој савезној држави Вирџинија.

## Демографија
По попису из 2010. године број становника је 18.403, што је 3.159 (20,7%) становника више него 2000. године.
| Група             | 2000.          | 2010.          |
| Белци             | 13.769 (90,3%) | 15.785 (85,8%) |
| Афроамериканци    | 983 (6,4%)     | 1.167 (6,3%)   |
| Азијати           | 68 (0,4%)      | 258 (1,4%)     |
| Хиспаноамериканци | 201 (1,3%)     | 781 (4,2%)     |
| Укупно            | 15.244         | 18.403         |